# Turó de la Font del Forn
El Turó de la Font del Forn és un turó de 1.607,2 metres d'altitud del terme actual de Conca de Dalt, pertanyent a l'antic municipi de Toralla i Serradell, en territori del poble de Serradell.
Està situat en el sector nord-oest del terme municipal, a la part més alta i occidental de la Vall alta de Serradell. És al nord-oest del Tallat dels Bassons, i és el límit nord-oriental de la Pleta Verda. En el seu vessant sud-occidental hi ha la Font del Forn, lloc per on discorre també la Pista de Salàs de Pallars a Pleta Verda. El Turó de la Font del Forn és el contrafort oriental del Pic de Lleràs.